# José Noé Ríos
José Noé Ríos Muñoz (Armenia, Colombia, 1961) es un político, economista y diplomático colombiano.

## Biografía
José Nóe Ríos es economista de la Universidad Jorge Tadeo Lozano y Licenciado en administración educativa de la Universidad del Quindío. Ha realizado estudios en Francia sobre el fortalecimiento institucional y desarrollo humano en el Instituto Internacional de administración pública.
Se desempeñó desde 2011 como coordinador del Observatorio de Conflictos Sociolaborales del Ministerio del Trabajo y asesor del despacho, y por sexta vez desempeña el cargo como viceministro en asuntos laborales. También fue viceministro de Gobierno, secretario de Gobierno de Bogotá en el Gobierno de Juan Martín Caicedo Ferrer y ha dedicado su vida a las áreas de la convivencia y de las relaciones laborales. Durante su ejercicio profesional ha ejercido de manera simultánea la docencia.
Durante 25 años ha prestado servicios en el sector público y privado, así como en organismos internacionales y tiene una amplia experiencia en el campo de la convivencia. Ríos Muñoz ha participado en los procesos de paz con el M-19, el EPL, Quintín Lame, y la Corriente de Renovación Socialista. Se vinculó en los diálogos de paz en Tlaxcala (México), y de la Comisión de negociación encargada de estimular acuerdos con las FARC-EP y el ELN. Además fue alto consejero para la Paz, en el Gobierno del Presidente Ernesto Samper, responsabilidades que lo han llevado a tener un amplio recorrido en temas relacionados con la reconciliación de los colombianos.
En el año 2014, José Noé Ríos fue nombrado Ministro de Trabajo por el presidente Juan Manuel Santos, durando pocos meses en el cargo. El 7 de enero de 2018, Santos lo nombró miembro de la delegación de gobierno en los diálogos de paz con la guerrilla del ELN, cargo que ocupó hasta el 3 de agosto de ese año por órdenes del sucesor presidencial de Santos, Iván Duque Márquez.
El 7 de octubre de 2022, el presidente Gustavo Petro lo designó embajador de Colombia en Cuba.